# Amaga becki
Amaga becki is een platworm (Platyhelminthes). De worm is tweeslachtig. De soort leeft in of nabij zoet water.
Het geslacht Amaga, waarin de platworm wordt geplaatst, wordt tot de familie Geoplanidae gerekend. De wetenschappelijke naam van de soort was oorspronkelijk Geoplana becki en werd gepubliceerd in 1914 door de Zwitserse parasitoloog Otto Fuhrmann. Het is een van de nieuwe soorten die hij verzamelde op zijn expeditie samen met Eugène Mayor naar Colombia in 1910. Ze vonden talrijke exemplaren op verschillende plaatsen in Colombia, onder meer nabij Bogota en Zipaquirá. 
De dieren zijn tot 140 mm lang en 12 mm breed. Het lichaam heeft een grondkleur van oker dat bedekt is door een fijn maas van zwart pigment, zodat het dier bruinzwart lijkt met kleine onregelmatige gele stipjes.